# Mary Scheer
Mary Scheer (n. Detroit, Míchigan, Estados Unidos; 19 de marzo de 1963); es una actriz, comediante y artista de voz 
estadounidense. Scheer es más recordada por haber estado entre el elenco original de la serie de comedia MADtv.
al igual que  por ser Marissa Benson, la madre (algo disparatada) de Fredward "Freddie" Benson en el show de Nickelodeon iCarly.

## Biografía
Mary Scheer nació en una familia libanesa en Detroit, Míchigan. Formó parte del elenco de la comedia de improvisación, The Groundlings, localizada en Los Ángeles. Antes de incorporarse al elenco de MADtv, Scheer apareció en los largometrajes It's Pat (con Phil LaMarr, quien más tarde aparecen con ella en MADtv), Not of This Earth y Killing Moon. Sus créditos de televisión incluyen Seinfeld, Party of Five, y Beverly Hills, 90210.
Scheer fue alumna de la Universidad Estatal de Míchigan, donde estudió con la actriz Rosa Abdoo.
A partipado en ICarly como la madre de Fredward o Freddie.

## Filmografía

### Películas
| Año         | Título                                   | Interpretó a          |
| 2008        | iCarly en Japón                          | Marissa Benson        |
| 2005        | It Can Always Get Worse                  | Kathy                 |
| 2001        | Elvira's Haunted Hills                   | Ema Hellsubus         |
| 2001        | The New Women                            | Nancy                 |
| 2001        | Chump Change                             | Agent #2              |
| 1995        | Ding Dong                                | Doris Pritt           |
| 1995        | Not of This Earth                        | Saleswoman            |
| 1994        | It's Pat                                 | Nurse                 |
| 1991        | The Chick's a Dick                       | Snapdragon            |
| 1989 - 1997 | L.A. on $5 a Day                         | Homeless Woman        |
| 1988        | The New Adventures of Pippi Longstocking | American Dubbing Team |

### Televisión
| Año         | Título                        | Personaje              | Notas                         |
| 2021 - 2022 | iCarly                        | Marissa Benson         | 7 episodios                   |
| 2015 - 2018 | Bunk'd                        | Gladys                 | Rol Recurrente (15 episodios) |
| 2014        | What's Next For Sarah?        | Terapeuta              |                               |
| 2014        | Sam & Cat                     | Marissa Benson         | 1 episodio                    |
| 2010        | Good Luck Charlie             | Patricia               |                               |
| 2009        | Hannah Montana                | Norma                  |                               |
| 2009 - 2014 | The Penguins of Madagascar    | Alice (Voz)            |                               |
| 2007 - 2012 | iCarly                        | Marissa Benson         | 28 episodios                  |
| 2007        | The Suite Life of Zack & Cody | Ms. Bird               |                               |
| 2006        | Free Ride                     | Louise                 |                               |
| 2003        | Reno 911!                     | Tina the Daycare Owner | Rol Recurrente                |
| 2001        | Primetime Glick               | Varios personajes      |                               |
| 2001        | X-Chromosome                  |                        |                               |
| 2000        | Dropping Out                  | Betty Brockton         |                               |
| 1995 - 1998 | Seinfeld                      | Mrs. Smoth, Joan       |                               |
| 1995 - 1998 | MADtv                         | Varios personajes      |                               |
| 1995        | Sawbones                      | TV Reporter #1         |                               |
| 1995        | Party of Five                 | Ms. Shaver             |                               |
| 1995        | Beverly Hills, 90210          | Marcia Ramsden         |                               |
| 1993        | Quantum Leap                  | Other Woman            |                               |
| 1995        | Ensalada Joaquín              | Kurt Cobain            |                               |

### Voces de series animadas y videojuegos
| Año  | Título                                            | Interpretó a                |
| 2003 | MXC (formerly Most Extreme Elimination Challenge) | Female Voices ("Everygirl") |
| 2000 | Batman Beyond: Return of the Joker                | Mrs. Drake                  |
| 1999 | Family Guy                                        | Ann Landers/Mary/Mother     |
| 1997 | King of the Hill                                  | Gracie                      |
| 1997 | Lands of Lore: Guardians of Destiny (videojuego)  | Various Characters          |
| 2000 | Hey Arnold!                                       | Suzie Kokoshka              |